# جردن ماسنگو
جردن ماسنگو (انگلیسی: Jordan Massengo؛ زادهٔ ۳۱ ژانویهٔ ۱۹۹۰) بازیکن فوتبال اهل جمهوری کنگو است.
از باشگاه‌هایی که در آن بازی کرده‌است می‌توان به اشاره کرد.
وی همچنین در تیم ملی فوتبال کنگو بازی کرده‌است.